# Pierre d'Auxillon
Pierre d'Auxillon (mort le 24 septembre 1512) est un ecclésiastique, évêque de Carcassonne de 1497 à 1512.

## Biographie
Pierre d'Auxillon est issu d'une famille de la noblesse locale. Il est le fils de Laurent et de Sibylle de Saint-André. Après la mort dans le Limousin de l'évêque Guichard d'Aubusson en novembre 1497, le chapitre de chanoines de la cathédrale de Carcassonne élit pour lui succéder le 6 décembre suivant l'un des siens, le chanoine prébendé de Saint-Nazaire et bachelier en droit Pierre d'Auxillon. Le roi Charles VIII qui souhaitait attribuer le siège épiscopal dans un premier temps au cardinal Juan López puis au protonotaire apostolique Jacques Hurault de Cheverny, voit dans cette élection une manœuvre de Pierre de Saint-André, « juge mage » de Carcassonne et cousin germain de l'élu, et fait saisir le 16 février 1499 le temporel de l'évêché par son lieutenant-général en Languedoc. Le 2 octobre 1500, le nouveau roi Louis XII ordonne à l'évêque de Béziers de recevoir le serment de fidélité de Pierre d'Auxillon et finalement le candidat royal renonce en 1503 contre une pension de 1 500 livres. L'évêque est confirmé le 19 janvier 1504 et pourvu en commende de la collégiale Saint-Paul de Narbonne. Il fait restaurer à ses frais la chapelle Saint-Vincent et Tous les Saints (actuellement Saint-Anne) qu'il consacre et meurt le 24 septembre 1512 et il est inhumé devant le grand autel.